# 柳烈的音樂專輯
《柳烈的音樂專輯》（韓語：유열의 음악앨범，又译为《愉悅的音樂專輯》）是一部2019年上映的韓國愛情電影，由金高銀和丁海寅主演，是金高銀繼大銀幕出道作《銀嬌》後二度出演鄭址宇導演的作品，同時是男主女主角在《孤單又燦爛的神－鬼怪》後第二次合作。電影背景設定在韓國處於亞洲金融危機時期的90年代，當時手提電話尚未普及化，人們只能透過電台分享自己的故事。男女主角長時間互相錯過對方，偶然相遇後互相磨合認知的過程，就像從電台廣播里傳出的歌曲一樣，在經過慢慢調整收音機後，終於對上正確頻率的故事。

## 劇情介紹
在手提電話未普及的年代，男女主角彌穗和絢禹二人互生情愫，卻因一次意外分開，多年來二人一直試著聯絡對方，但不斷錯過對方。
1994年，女學生彌穗（金高銀飾）在母親留下的麵包店彌穗製菓工作。1994年10月1日，歌手柳烈接任廣播節目《音樂專輯》，是《柳烈的音樂專輯》開播的第一天，彌穗初次遇到了剛從少年教導所出來的絢禹（丁海寅飾）。在快要九時的早上，麵包店還未開始做生意，絢禹闖進了麵包店說要買豆腐吃（韓國出獄文化），彌穗原本想給他豆乳，卻發現只有牛乳可以賣給他。絢禹說一定只可以是豆製品，於是彌穗告訴他街角的泰昌超市應該可以買到豆腐。絢禹離開後，彌穗將這件事告訴剛好回到店内的店長知道，店長是彌穗母親的朋友，彌穗以「姐姐」稱呼她。店長告訴彌穗，那個人應該是剛從監獄出來，但彌穗因絢禹的長相而為他剛出獄這件事感到不可思議。絢禹在街上吃著豆腐離開，經過麵包店時恰巧看到了貼在玻璃上的打工生招聘，彌穗嚇得趕緊把招聘撕下來。可是絢禹已經看到了，隔天便再來到店内應徵。店長同意了，那天起絢禹便開始在麵包店打工，花名是「豆腐」。
絢禹一次離開麵包店去與舊朋友飲酒後，因意外地犯事再次被送回少年所，直到麵包店倒閉也再沒與彌穗見過面。彌穗畢業後找到一份工作，絢禹從少年所出來之後在書店打工。二人一晚在倒閉的麵包店店面前再次相遇，之後在彌穗租的房子裏一起住了一晚。可是第二天絢禹就要進軍隊服兵役了，臨走前彌穗給絢禹注冊了一個電郵地址，好讓能互相通信。她用紙條寫上了電郵地址給絢禹，卻忘了把賬號密碼也填上。

## 演员阵容

### 主要人物
- 金高銀 飾演 金彌穗
- 丁海寅 飾演 車絢禹

### 其他人物
- 朴海俊 飾演 鍾佑
- 金國熙 飾演 崔恩子，麵包店店長。
- 鄭釉珍 饰演 贤珠
- 崔晙荣 飾演 泰成
- 南文哲 飾演 宇植
- 沈達琪 饰演 小金，恩子的女儿。
- 金炳万 饰演 面包万
- 李英勋 饰演 荣八
- 崔俊圭 饰演 吸管
- 延濟旭 饰演 基硕
- 元美元 饰演 旧书店老奶奶
- 洪圣德 飾演 旧书店老金
- 权恩秀 飾演 印刷厂会计
- 金贤 飾演 印刷厂辞职职员
- 权赫 飾演 权PD
- 罗喆 飾演 技术员
- 许智娜 饰演 许编辑部长
- 尹相貞 饰演 尹兼职生
- 郭閔碩 饰演 面片汤店老板
- 金太坤 飾演 房地产主人
- 朴世賢 饰演 世美，恩子女儿的朋友。
- 金仲基 飾演 金科长，醉客。
- 洪思彬 饰演 正协
- 宋德镐 饰演 搬家的住客
- 黄在烈 饰演 黄警官
- 卞周贤 饰演 卞作家
- 金汉娜 饰演 健身会员

### 特别出演
- 柳列 飾演 柳列
- 崔江姬（声音出演）
- 鄭愛利（声音出演）

## 獎項提名及得獎
| 年份 | 颁奖礼             | 獎項                    | 入圍者             | 結果 | 參考  |
| ---- | ------------------ | ----------------------- | ------------------ | ---- | ----- |
| 2019 | 第40屆青龍電影獎   | 最佳男子新人獎          | 丁海寅             | 提名 |       |
| 2019 | 第40屆青龍電影獎   | 美術獎                  | 裴俊秀             | 提名 |       |
| 2019 | 第40屆青龍電影獎   | 音樂獎                  | 延理木             | 提名 |       |
| 2019 | 倫敦東亞電影節     | 人氣獎                  | 丁海寅             | 獲獎 | [ 6 ] |
| 2020 | 第56屆大鐘獎       | 最佳男新人獎            | 丁海寅             | 獲獎 |       |
| 2020 | 第56屆百想藝術大獎 | 電影部門 男子新人演技獎 | 丁海寅             | 提名 |       |
| 2020 | 第56屆百想藝術大獎 | 男子人氣獎              | 丁海寅             | 提名 |       |
| 2020 | 第56屆百想藝術大獎 | 電影部門 女子配角獎     | 金國熙             | 提名 |       |
| 2020 | 第29屆釜日電影獎   | 最佳導演獎              | 鄭址宇             | 獲獎 |       |
| 2020 | 第29屆釜日電影獎   | 最佳音樂                | 延理木《情話紫釵》 | 獲獎 |       |
| 2020 | 第25屆春史電影節   | 最佳女主角              | 金高銀             | 提名 |       |
| 2020 | 第25屆春史電影節   | 最佳男子新人獎          | 丁海寅             | 提名 |       |
| 2020 | 第25屆春史電影節   | 最佳導演                | 鄭址宇             | 提名 |       |
| 2020 | 第25屆春史電影節   | 最佳女配角              | 金國熙             | 提名 |       |